# Fijikikker
De fijikikker (Cornufer vitiensis) is een kikker uit de familie Ceratobatrachidae.

## Naamgeving
De soort werd voor het eerst wetenschappelijk beschreven door Charles Frédéric Girard in 1853. Oorspronkelijk werd de wetenschappelijke naam Halophila vitiensis gebruikt. De kikker werd lange tijd toegewezen aan het geslacht Platymantis en is onder de naam Platymantis vitiensis in veel literatuur bekend. De soortaanduiding vitiensis betekent vrij vertaald 'van de Fiji-eilanden'.

## Uiterlijke kenmerken
Deze slanke kikker heeft een platte kop met grote trommelvliezen, een rimpelige huid en hechtschijfjes aan de vingers en tenen. Hij heeft geen zwemvliezen. De lichaamslengte bedraagt 3,5 tot 5 centimeter. De volwassen kikkers zijn geheel geel-oranje.

## Leefwijze
De fijikikker is in hoofdzaak terrestrisch. De paartijd vindt plaats in het voorjaar en de zomer. Een legsel bestaat uit een klein aantal grote eieren, waar geheel ontwikkelde kikkertjes uit sluipen. Het larvale stadium wordt in zijn geheel in het ei voltooid.

## Verspreiding en leefgebied
De kikker komt voor in de tropische bossen op de Fiji-eilanden.